# Aparat zapłonowy

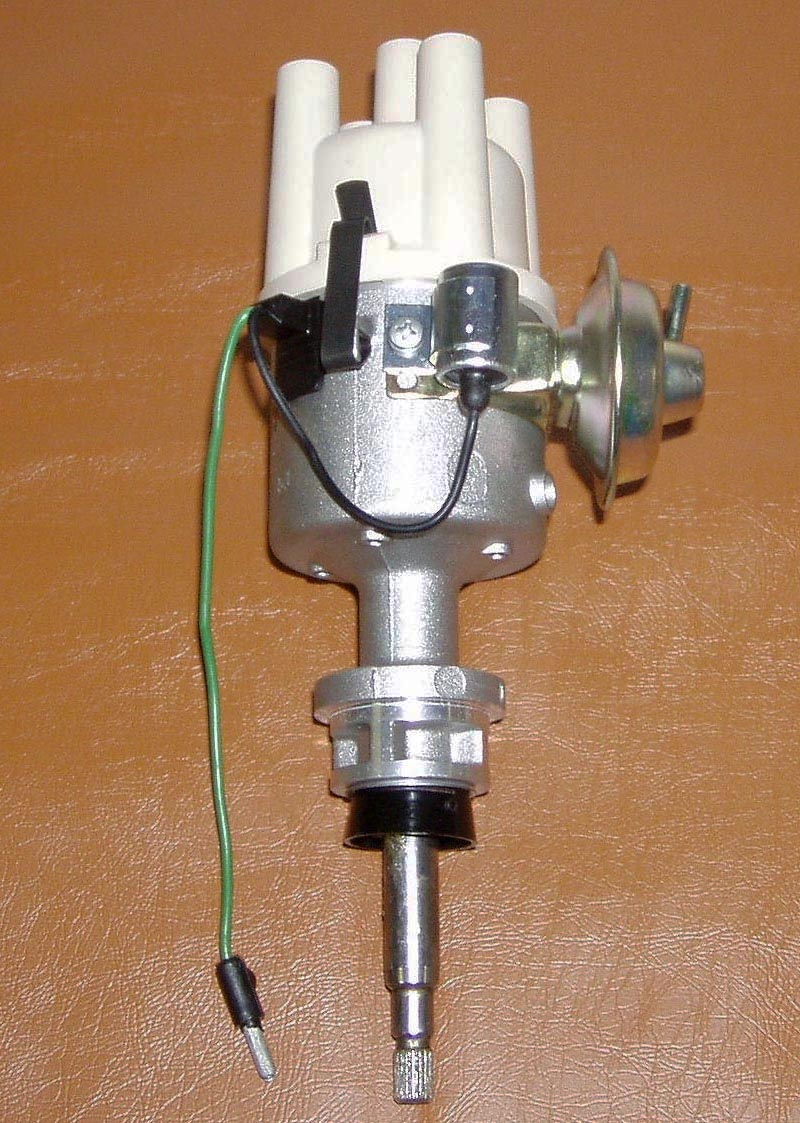
Aparat zapłonowy z samochodu typu fiat.

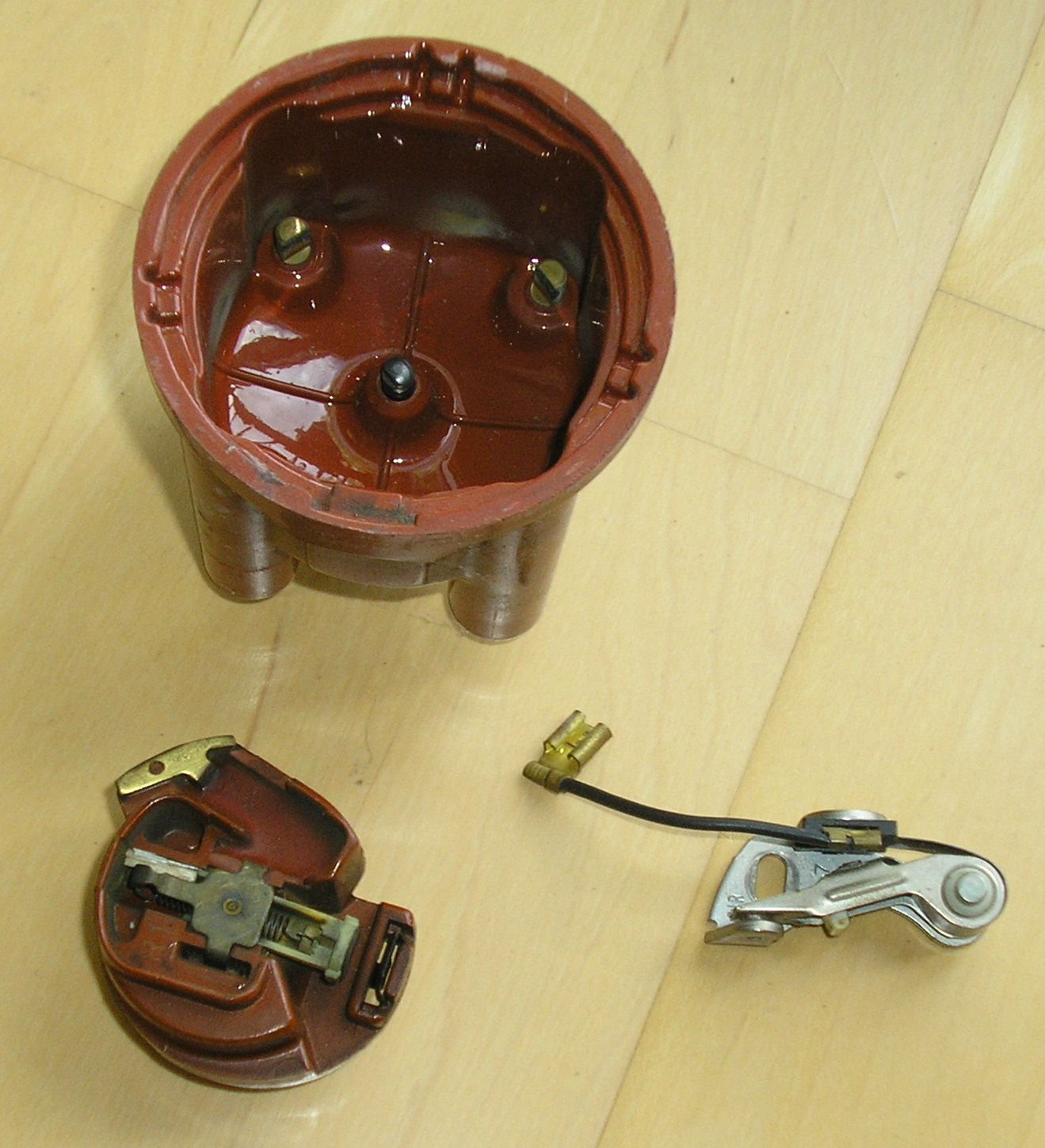
Elementy aparatu zapłonowego. Od góry: kopułka, wirnik z palcem, przerywacz.

Aparat zapłonowy — urządzenie w konwencjonalnym elektryczno-mechanicznym układzie zapłonowym silnika spalinowego o zapłonie iskrowym.  Zespolone w jeden układ urządzenie składa się z podzespołów:
- przerywacza,
- rozdzielacza wysokiego napięcia,
- regulator kąta wyprzedzenia zapłonu,
- kondensatora.

Aparat zapłonowy wraz z cewką zapłonową, świecami oraz kablami wysokiego napięcia stanowi kompletny układ zapłonowy silnika spalinowego o zapłonie iskrowym.
Zadaniem rozdzielacza jest podłączanie (rozdzielanie) prądu elektrycznego wysokiego napięcia, który jest wytwarzany w tzw. cewce wysokiego napięcia, do świec poszczególnych cylindrów w silnikach spalinowych.
Typowo jest zrealizowany technicznie przez mechaniczny przełącznik obrotowy wysokiego napięcia, napędzany na ogół od wału silnika lub elementów układu rozrządu. Użycie dość skomplikowanego mechanicznie i elektrycznie rozwiązania z aparatem  (rozdzielaczem) jest podyktowane uproszczeniem pozostałej części układu. Nawet dla wielocylindrowego układu świec może być użyta jedna cewka zapłonowa z jednym przerywaczem, kolejno podłączana do poszczególnych cylindrów.
Wypieranie przerywaczy mechanicznych przez układy elektroniczne i postęp w technologii cewek zapłonowych spowodował, że aparaty zapłonowe zostały zastąpione zespołami cewek wysokiego napięcia. Upraszcza to układy mechaniczne i przy odpowiedniej jakości komponentów elektrycznych i elektronicznych, zwiększa niezawodność układu zapłonowego (brak ruchomych, stykowych i ślizgowych połączeń elektrycznych wysokiego napięcia).
Nieprawidłowe funkcjonowanie aparatu zapłonowego powoduje zakłócenia w pracy silnika. Często powodem nieprawidłowego funkcjonowania aparatu zapłonowego jest zanieczyszczenie bądź nadmierne zużycie poszczególnych jego elementów: najczęściej — kopułki, styku ruchomego czyli tzw. palca rozdzielacza. Przy obsłudze aparatu zapłonowego czy wychodzących z niego do świec przewodów wysokiego napięcia należy przykładać wagę do podłączeń poszczególnych świec z właściwymi stykami aparatu. Zamiana kolejności przewodów powoduje zmianę kolejności podawania iskry do cylindrów, co na ogół drastycznie zaburza pracę silnika, z niemożnością uruchomienia lub potencjalnymi uszkodzeniami w razie rozsynchronizowanego uruchomienia, włącznie.
W starszych rozwiązaniach układu zapłonowego często w aparacie zapłonowym umieszczano przerywacz mechaniczny, jego regulator odśrodkowy, itp. elementy sterujące pracą układu. W nowszych rozwiązaniach w obudowie aparatu zapłonowego umieszczano czasem czujniki położenia wału korbowego itp. elementy. W najnowszych rozwiązaniach mechaniczny aparat zapłonowy nie występuje.